# Таксин Чинават
Таксин Чіннават (тайською: ทักษิณ ชินวัตร, IPA: [tʰáksǐn tɕʰinnawát], поширений також варіан імені Таксін Шінаватра що є прямою транслітерацією англо-тайської транскрипції Thaksin Shinawatra; нар. 26 липня 1949) — прем'єр-міністр Таїланду з лютого 2001 по вересень 2006, зміщений в результаті здійсненого у вересні 2006 року перевороту. Перший глава уряду в історії країни, якому вдалося утримувати владу протягом повного чотирилітнього терміну. Починав кар'єру в поліції, а потім став крупним телекомунікаційним магнатом. У 2007 році придбав футбольний клуб Манчестер Сіті.

## Біографія
Його прадід май китайське походження (субетничної групи хакка), звався Ху Чуньсен, що у віці 10-12 років разом з батьком мігрував до Сіаму (м.Чантхабурі) наприкінці 1860-х років з провінції Гуандун (імперія Цін). Тут став податківцем, час від часу займався торгівлею. Дід — Чіанг — спочатку займався караванною торгівлею, згодом виробництвом шовкових тканин і торгівлею нею з Британською Бірмою. Старший син останнього — Сака 17 жовтня 1938 року змінив прізвище з Ху на Чинават. Батько Таксина — Лет — також став зватися Чинават, був місцевим політиком і торгівцем шовковими тканинами.
Таксин Чинават народився 26 липня 1949 року на півночі Таїланду в місті Санкампхенге, у віці 15 років переїхав до Чиангмай. Навчався у престижній приватній школі Монгфот. Продовжив навчання в підготовцій військовій академії в Накхоннайокі. 1973 року закінчив поліцейську кадетську академію. Починав кар'єру як офіцер поліції. Отримав державну стипендію для навчання в США. У 1975 році закінчив Університет Кентуккі із ступенем магістра з кримінального права. У 1978 році отримав докторський ступінь в університеті Х'юстону. Повернувшись із США, Таксин в 1987 році вийшов у відставку і зайнявся підприємництвом. Він використовував свої службові зв'язки для створення фірми з продажу програмного забезпечення, потім створив крупну телекомунікаційну корпорацію. До середини 1990-х років Таксин опинився на 18-м місці в списку найбагатших людей світу.
У 1994 році почалася політична кар'єра Таксина: він отримав пости міністра закордонних справ і віце-прем'єра. Створена їм в 1998 році партія «Тайці люблять тайців» (Thai Rak Thai, TRT) на загальних виборах 2001 року здобула рішучу перемогу і магнат очолив уряд країни.
Курс на зниження цін на медичне страхування, відстрочення виплат по фермерських кредитах завоювали йому підтримку жителів сільських областей. Серед досягнень прем'єра називають зростання економіки, успішну боротьбу з наслідками цунамі в 2004 році. У 2005 році партія Таксина отримала ще одну перемогу на загальних виборах.
Хоча популярність Таксина серед селян залишалася незмінною, в містах політика прем'єра викликала всю більшу незадоволення, зокрема у зв'язку зі спробами приховувати інформацію про спалахи пташиного грипу, жорстокими методами боротьби зі злочинністю і збройним повстанням, що почалося в 2004 році на мусульманському півдні країни. Найсильніше ж обурення викликала операція, яку уклали в січні 2006 року родичі прем'єра: вони продали свою частку в сімейному холдингу Shin Corp сінгапурським інвесторам. На думку критиків, родичі прем'єра ухилилися від сплати податків і передали в іноземну власність важливе для національної економіки підприємство.
Масові акції протесту і вимоги відставки прем'єра змусили Таксина призначити позачергові вибори на квітень 2006 року. Основні сили опозиції бойкотували вибори, і конституційний суд відмінив отриману TRT перемогу. Таксин пішов у відставку, проте вже в травні повернувся до виконання обов'язків глави уряду. Повторні вибори мали пройти восени.
19 вересня 2006 року, коли Таксин знаходився в Нью-Йорку на Асамблеї ООН, група воєначальників під керівництвом головнокомандувача сухопутними силами Сонтхі Буньяратгліна організувала в країні переворот і позбавила уряд всіх повноважень.
Таксин змушений був залишитися за кордоном: із США він відправився до Великої Британії, де у нього є особисті апартаменти. Знаходячись у вигнанні, він в липні 2007 року придбав англійський футбольний клуб Manchester City.
У травні 2007 року партія TRT була розпущена за рішенням конституційного суду Таїланду, і її прихильники пізніше об'єдналися навколо маловідомої Партії народної влади (People's Power Party, PPP).
У грудні 2007 року PPP здобула переконливу перемогу на виборах, отримала контроль над майже половиною парламентських місць і оголосила про готовність сформувати коаліційний уряд. Таксин, з свого боку, повідомив, що має намір повернутися в країну на початку 2008 року. Обіцянка була виконана: 28 лютого 2008 року Таксин прибув до Таїланду. Суд пред'явив йому звинувачення в корупції і зловживанні владою, після чого колишній прем'єр вийшов на свободу під заставу. В жовтні 2008 року Верховний суд Таїланду визнав колишнього прем'єр-міністра країни Таксина Чинавата винним в корупції і засудив його двом рокам в'язниці. У рішенні суду мовиться, що колишній прем'єр використовував політичний вплив для придбання землі його дружиною за заниженою ціною. П'ятеро з дев'яти суддів вирішили, що своїми діями Таксин Чинават порушив конституцію.
Зі свого боку, 8 листопада 2008 уряд Великої Британії позбавив Таксина Чинавата та його дружину права на в'їзд до країни.

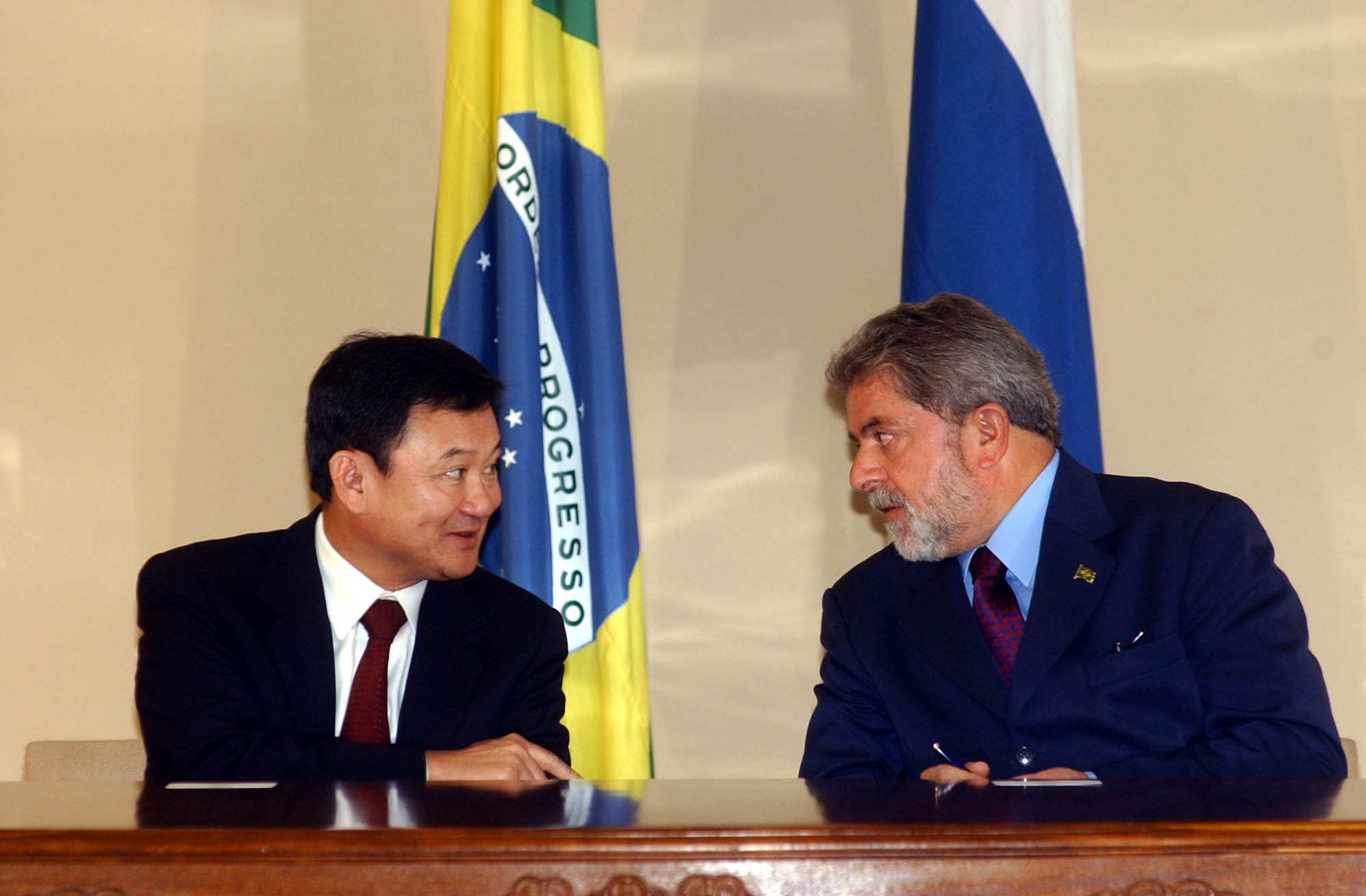
Таксін на зустрічі з президентом Бразилії Лулою да Сілвою, 2004 рік

Після 15-річного вигнання Таксін Чинават 22 серпня 2023 року повернувся в Таїланд. Політик прибув до Бангкока у вівторок вранці на приватному літаку напередодні голосування за наступного лідера уряду країни після весняних парламентських виборів. В аеропорту його зустрічали сотні вірних прихильників. Таксін віддав шану королю після прибуття і незабаром після цього був доставлений у поліцейському конвої до Верховного суду, де йому було висунуто звинувачення у зловживанні владою та кількох інших кримінальних правопорушеннях, які Чинават назвав політично вмотивованими. Після цього екс-прем'єра доставили до в'язниці.

## Виноски
1. ↑  Екс-прем'єр-міністр Таїланду отримав два роки в'язниці за корупцію[недоступне посилання з липня 2019]
2. ↑  Колишньому прем'єрові Таїланду заборонено в'їзд до Великої Британії[недоступне посилання з липня 2019]
3. ↑  Thaksin Shinawatra arrested, jailed after return from years-long exile. Al Jazeera (англ.). 22 серпня 2023. Процитовано 22 серпня 2023.
4. ↑  Колишнього прем'єра Таїланду засудили одразу після повернення з вигнання. Корреспондент (укр.). 22 серпня 2023. Процитовано 22 серпня 2023.